# Schwammerl (Roman)
Unter dem Titel Schwammerl publizierte Rudolf Hans Bartsch 1912 einen biographischen Roman über das Leben des Komponisten Franz Schubert.
Bartsch hatte sich schon mehrfach in Romanen und Novellen mit historischen Sujets versucht. Hier nahm er sich Schuberts Leben frei zum Vorbild und verwendete dessen historisch zwar verbürgten, aber wohl nicht sehr gebräuchlichen Spitznamen „Schwammerl“. Bartsch hat frei erfundene Geschichten und Legenden mit historisch überliefertem recht willkürlich gemischt und prägte mit seiner Darstellung für Jahrzehnte ein pseudobiedermeierliches Schubert-Klischeebild.
Der Roman wurde ein Bestseller und hatte zumindest auf alle biographischen Publikationen und auch Illustrationen zu Schubert bis zum hundertsten Todestag 1928 erheblichen Einfluss.
Bartschs Roman diente den Librettisten Heinz Reichert und Alfred Maria Willner als eine der Vorlagen für die Operette Das Dreimäderlhaus (1916) von Heinrich Berté. 

## Ausgabe
- Schwammerl. Ein Schubert-Roman. Staackmann, Leipzig 1912 (Erstausgabe)
- Schwammerl. Roman (Heyne-Nostalgie-Bibliothek; Bd. 29). Heyne, München 1977, ISBN 3-453-44034-X.[1]